# Sitto
Sitto är en ö i Finland. Den ligger i Rautunselkä (västra delen av (Vanajavesi) och i kommunen Ackas i den ekonomiska regionen  Södra Birkaland och landskapet Birkaland, i den södra delen av landet, 130 km nordväst om huvudstaden Helsingfors. Öns area är 0,6 hektar och dess största längd är 110 meter i öst-västlig riktning.